# Leopold Oerley
Leopold Oerley (auch Örley, * 8. Jänner 1878 in Wien; † 27. Dezember 1936 ebenda) war ein österreichischer Techniker, der zahlreiche Eisenbahn-, Straßen- und Tunnelbauten geplant hat.

## Leben
Von 1895 bis 1901 studierte Leopold Oerley an der Technischen Hochschule Wien. Nach kurzen Beschäftigungen an der Hochschule und bei einer Brückenbaufirma trat er 1904 in den Dienst der k.k. österreichischen Staatsbahnen.
Als eine der ersten Aufgaben bei den Staatsbahnen wurde ihm die Planung und Bauleitung der Salcanobrücke der Wocheinerbahn übertragen. Mit einer Spannweite von 85 m war sie damals die größte Steinbogenbrücke der Welt. 1912 übernahm er die Bauleitung des Moltertobeltunnels der Arlbergbahn, was ihm Ansehen als Tunnelbauer einbrachte. Im Ersten Weltkrieg war er für den Bau der Fleimstal- und der Grödner Bahn verantwortlich, die beide wegen ihrer strategischen Bedeutung in kurzer Zeit fertiggestellt werden mussten.
1918 wurde er zum ordentlichen Professor für Eisenbahn-, Straßen- und Tunnelbau an der Technischen Hochschule Wien ernannt, wo er bis zu seinem Tod 1936 blieb. Von 1924 bis 1926 war er Dekan der Fakultät für Bauingenieurwesen, 1927/28 Rektor der Hochschule. Eine Berufung an die Technische Hochschule zu Berlin lehnte er 1925 ab.
Oerley erstellte zahlreiche Gutachten zu Eisenbahn- und Straßenbauprojekten, u. a. zur Großglockner-Hochalpenstraße, und führte die Klothoide als spezielle Kurve im Straßenbau ein. Bereits 1907 hatte Oerley ein U-Bahn-Netz für Wien geplant, 1936 legte er den Entwurf für ein österreichisches Fernstraßennetz vor.
Sein Bruder Robert Oerley war ein bekannter Architekt.

## Werke

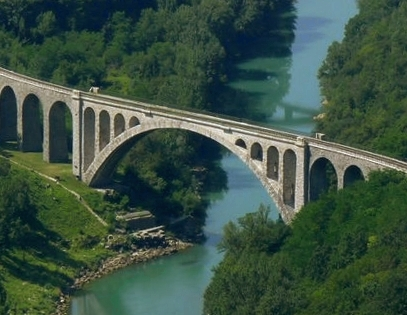
Salcanobrücke (2010)

- 1904–1906: Planung und Bauleitung der Salcanobrücke über den Isonzo
- 1912–1914: Bauleitung des Moltertobeltunnels der Arlbergbahn
- 1914–1915: Bau des zweiten Gleises der Salzburg-Tiroler-Bahn zwischen Taxenbach und Zell am See
- 1915–1916: Trassierung und Bau der Grödner Bahn
- 1915–1916: Trassierung und Bau der Fleimstalbahn
- 1917–1918: Trassierung und Bau der Reschenscheideckbahn (nie vollendet)

## Ehrungen
Oerley war Mitglied der Akademie der Wissenschaften in Wien. In Wien-Simmering wurde die Oerleygasse, in Innsbruck der Oerleyweg nach ihm benannt.

## Schriften
- Erfahrungen und Beobachtungen beim Bau der 85 m weiten Wölbbrücke über den Isonzo bei Salcano. In: Zeitschrift des Oesterreichischen Ingenieur- und Architekten-Vereines. Nr. 33 und 34 (1910)
- Die maßgebende Arbeitshöhe der Eisenbahn: Ein neuer Verzeichniswert zur Beurteilung von Linienführung und Betriebsart. In: Organ für die Fortschritte des Eisenbahnwesens. Heft 3 (1922)
- Ueber die Bewegungen der Hauptpfeiler-Köpfe der Trisannabrücke an der Arlbergbahn. In: Schweizerische Bauzeitung. Band 78 (1922)
- Leopold Oerley: Die neuen Südtiroler Schmalspurbahnen Grödenbahn und Fleimstalbahn. In: Schweizerische Bauzeitung. 1924 (Teil 1, 2 und 3 online).
- Tunnelbaukunst und Tunnelbauwissenschaft. (Wien 1928)
- Zur Frage der Nicht-Elektrifizierung der Strecke Salzburg–Wien. In: Zeitschrift des Oesterreichischen Ingenieur- und Architekten-Vereines. (1930)
- Richtlinien für die Anlage und die Linienführung neuzeitlicher Straßen mit gemischtem Verkehr. (Wien 1935)
- Die Großglockner-Hochalpenstraße. In: Die Straße, Heft 10 (1935)
- Das Fernstraßenproblem Europas und seine Lösung für Länder geringerer Bevölkerungsdichte. (Wien 1936)
- Übergangsbogen bei Straßenkrümmungen. (Berlin 1937)